# Amore a Salisburgo
Amore a Salisburgo  (The Salzburg Story) è un film del 2018 diretto da Alexander Peter Lercher.

## Trama
Freddie sembra destinato a diventare un banchiere di successo ma la sua vera passione è la musica classica. Il ragazzo austriaco si innamora poi di una donna americana.

## Distribuzione
Il film è stato distribuito dal 24 agosto 2018.